# Cube temporel
 (août 2025).
Le contenu est difficilement compréhensible vu les erreurs de traduction, qui sont peut-être dues à l'utilisation d'un logiciel de traduction automatique.
 (août 2025).
Time Cube est un site web personnel pseudoscientifique créé en 1997 par Otis Eugene « Gene » Ray. Il s'agissait d'un média auto-édité pour la « théorie du tout » de Ray, également appelée « Time Cube », qui prétend que toutes les sciences modernes participent à une conspiration mondiale visant à occulter sa théorie, selon laquelle chaque jour est en réalité composé de quatre jours simultanés. Ray se décrivait comme « l'homme le plus sage du monde » et un « être quasi divin doté d'une intelligence supérieure, disposant de preuves absolues » pour étayer ses opinions. Ray a affirmé à plusieurs reprises que le monde universitaire n'avait pas pris Time Cube au sérieux.
L'enregistrement du site Web Time Cube a expiré en août 2015.

## Site web
Le site web de Time Cube ne comportait pas de structure de navigation telle qu'un menu ou une page d'accueil centrale ; il s'agissait plutôt d'une longue page continue. Un jargon inventé de toutes pièces est utilisé, souvent sans définition. Dans un paragraphe, Ray affirmait que sa propre sagesse « dépassait tellement les connaissances connues » qu'un psychiatre examinant son comportement lui avait diagnostiqué une schizophrénie.
Adi Robertson de The Verge a commenté que la théorie du temps de Ray est « incroyablement confuse, parsemée de racisme et d'homophobie ».

## Concept de Time Cube

Diagramme illustrant un aspect de la théorie du Time Cube que Ray décrit comme « LA VIE COMPREND UN PRINCIPE DE 4 À 16 CUBES »

Le modèle personnel de la réalité de Ray, appelé « Time Cube », affirme que la physique et l'éducation modernes sont toutes fausses et soutient, entre autres, que l'heure de Greenwich est une conspiration mondiale. Il utilise divers graphiques (accompagnés de photos de lui-même) qui prétendent montrer que chaque jour est en réalité composé de quatre jours distincts : LEVER DU SOLEIL, MI-JOURNÉE, COUCHER DU SOLEIL et MINUIT (anciennement matin, début d'après-midi, fin d'après-midi et soir) – se déroulant simultanément,.
La citation suivante tirée du site Web illustre le thème récurrent :
 Quans le soleil brille sur la Terre,2-des points temporels majeurs sont creer de l'autre coté de la Terre-Sachant qu'a Midi et à Minuit-Les 2 points temporels majeures s'unnissent,la synergie creer 2 nouveaux points temporels mineurs nous reconnaissont alors le lever du soleil et le coucher du soleil.Les 4 equidistant point temporel considerer comme le temp.Le carré imprimé sur le cercle terrestre.Dans une seule rotation de la sphere terrestre chaque coin des point temporels a travers des autres 3-coin des point temporel sont creer 16 coin, 96 heures et 4-simultané 24 heure. Les jours effectue une seule rotation de la Terre-equateur est le plus haut ordre de la vie du cube temporel
Ray a offert 1 000 $ ou 10 000 $ à quiconque pourrait prouver que ses opinions étaient fausses.[Quoi ?]

## Réception
Ray a parlé de Time Cube au Massachusetts Institute of Technology en janvier 2002, lors d'un événement parascolaire organisé par les étudiants pendant la période des activités indépendantes. Il a réitéré son offre de 10 000 $ aux professeurs pour qu'ils réfutent ses idées lors de l'événement ; aucun n'a tenté sa chance. John C. Dvorak a écrit dans PC Magazine que « les métasites qui traquent les sites cinglés disent souvent que c'est le site le plus dingue ». Il a également qualifié le contenu du site de « blablabla sans fin. » Interrogé par Martin Sargent en 2003 sur ce que cela faisait d'être une célébrité d'Internet, Ray a déclaré que ce n'était pas un poste qu'il souhaitait, mais quelque chose qu'il se sentait obligé d'occuper, car « aucun écrivain ou orateur ne comprend le Time Cube ». Ray a également parlé de Time Cube au Georgia Institute of Technology en avril 2005, prononçant un discours dans lequel il attaquait l'enseignement dispensé par les universitaires.
En 2005, Brett Hanover a réalisé Above God, un court métrage documentaire sur Ray et Time Cube. Le film a probablement été nommé d'après l'un des sites Web de Ray, qui critiquait l'idée que Dieu existe. Le film de Hanover a remporté les prix du meilleur documentaire au Indie Memphis Film Festival et au Atlanta Underground Film Festival.  

## Dans la culture populaire
La chanson « To the End of the World » sur l'album No Grave But the Sea d'Alestorm de 2017 fait plusieurs références au concept Time Cube.